# Sonsveien Trinbræt
Sonsveien Trinbræt (Sonsveien holdeplass eller Sonsveien stasjon) er et norsk trinbræt på Østfoldbanen i Vestby Kommune, nær ved landsbyen Son. Trinbrættet åbnede i 1932 og renoveret i 1996. Fra begyndelsen var der blot et læskur og en træperron. I forbindelse med udvidelsen af banen til to spor i 1996 blev trinbrættet rykket 100 m, og en dobbeltperron blev konstrueret i beton.
Trinbrættet betjenes af NSB's lokaltog mellem Stabekk og Moss.
Ved anlæggelsen af Østfoldbanen i 1879 lå der et ledvogterhus på stedet. Dette blev i 1984 taget ned og genopført på Norsk Jernbanemuseum i Hamar.